# Batrachorhina madagascariensis
Batrachorhina madagascariensis là một loài bọ cánh cứng trong họ Cerambycidae.